# Congrégation des missionnaires libanais

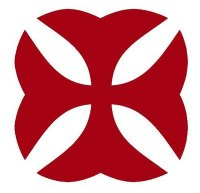
Croix Kreimiste utilisée par les missionnaires maronites libanais

La congrégation des Missionnaires Libanais Maronites [(CML) est une congrégation cléricale de droit patriarcal (patriarcat d'Antioche des maronites) fondée en 1865 au monastère de Kreim au Mont-Liban dans le village de Ghosta, à l'époque de l'Empire ottoman. L'abréviation de ses membres est 'M.L., ou M.L.M., ou mlm ou C.M.L.'

## Historique
Depuis plusieurs années le prêtre Jean (Youhannah) Habib (1816-1894), prêtre de l'éparchie de Baalbek, a l'intention de former un institut de formation des prêtres maronites, lorsque le 13 mars 1866, il parvient à acheter le monastère des Arméniens de Kreim où il installe les premiers postulants. Le patriarche Massad confirme leur règle en 1873. Dès le début, Jean Habib décide de l'orientation missionnaire de ses membres, particulièrement au service de la diaspora libanaise. C'est un institut de perfection pour les prêtres, afin de mieux les préparer au travail d'évangélisation.

## XXe–XXIesiècles
En 1974, les missionnaires libanais étaient au nombre de 53 religieux (prêtres et frères) répartis dans huit maisons ; aujourd'hui[Quand ?], ils sont deux évêques, 96 religieux (prêtres et frères), 14 séminaristes et 7 novices. Ils fondent à Jounieh en 1984, une station de radio La Voix de la Charité, qui coopère avec la Communauté francophone des radios chrétiennes et Radio Maria en Italie. Elle est suivie d'une chaîne de télévision du même nom en 2009.

## Maisons
- Monastère de Kreim: Maison-mère.
- Monastère de la Délivrance de Mayrouba.
- Couvent Saint-Jean-Apôtre de Jounieh (Maison généralice).
- Collège des Apôtres de Jounieh.
- Orphelinat Maronite et collège Cadmous de Tyr (qui établit un partenariat avec l'école Jean-Leudurger de Plérin, en France).
- Séminaire Saint-Jean-le-Préféré.
- Orphelinat et école d'Eddé (45 km au nord de Beyrouth).
- Mission de Buenos Aires : paroisse, école, maison d'édition (en arabe et espagnol).
- Mission de Rio de Janeiro, fondée en 1931 : paroisse et centre pastoral.
- Mission de Johannesbourg, fondée en 1931 : deux paroisses (la seconde en 1991) et centres pastoraux.
- Douze prêtres sont basés aux États-Unis dans différentes paroisses latines pour accompagner les Maronites.
- Mission de Sydney, fondée en 1993.
- Ils desservent également depuis 1908 le sanctuaire Notre-Dame du Liban de Harissa.